# Axtorna by

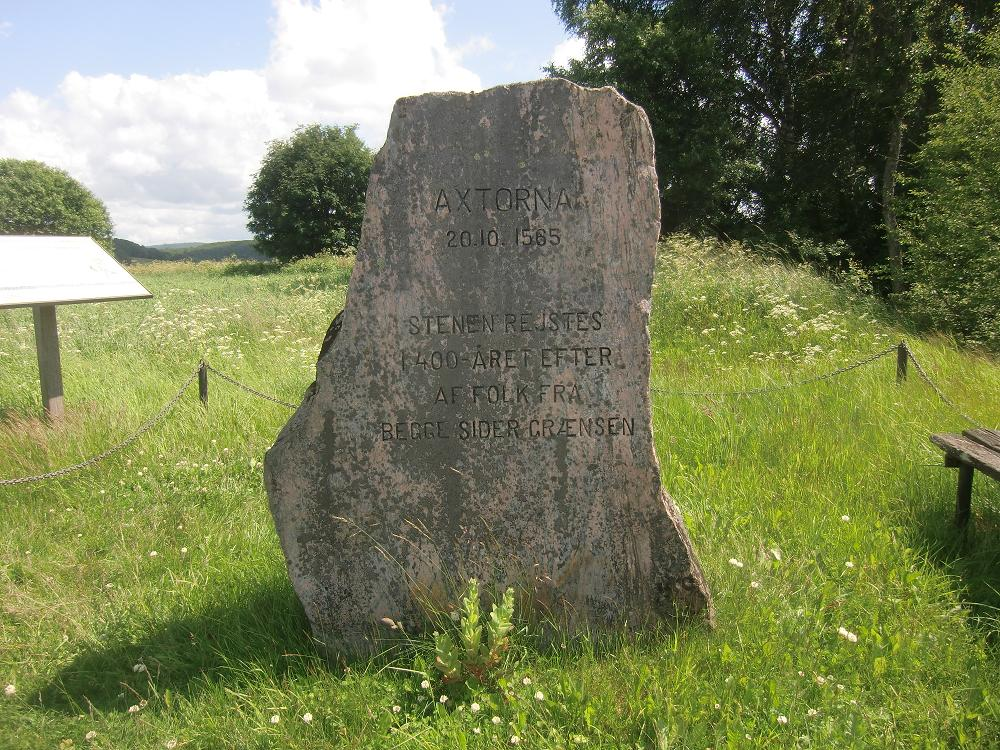
Axtornastenen, ett minnesmärke över Slaget vid Axtorna rest vid 400-årsjubileet 1965

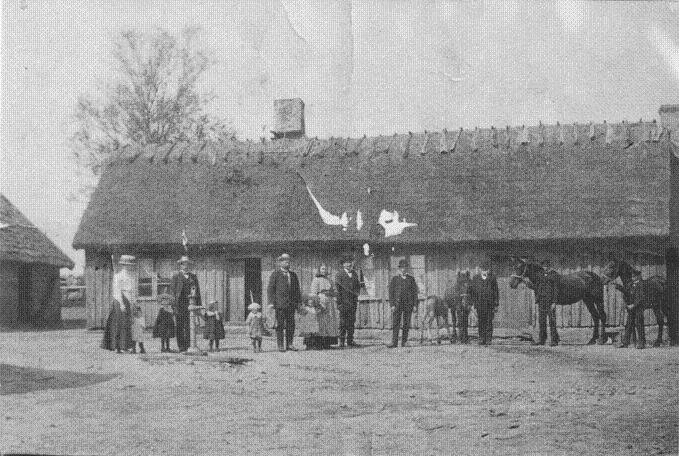
Axtorna #3 Eskelsgård cirka 1910. Gården förstördes av brand år 1940 och återuppbyggdes aldrig

Axtorna är en by i Köinge socken, Falkenbergs kommun. Mest känt har namnet Axtorna blivit genom att Slaget vid Axtorna mellan svenska och danska härar utspelade sig här under det nordiska sjuårskriget den 20 oktober 1565.
Från gården Hinnagård längst i söder har fastigheter avstyckats som ingår i småorten Ätrafors.

## Historia
Byn är känd sedan 1358 . Samtliga gårdar i Axtorna hade ända sedan den danska tiden (före 1645) ägts av kronan eller frälsemän .
Laga skifte genomfördes 1861, varvid fem av de 14 gårdarna flyttades till nya platser i byn.
Under de första decennierna av 1900-talet pågick en febril industriell verksamhet i den sydostligaste änden av byn, Ätrafors, där man utnyttjade kraftverksbyggnationen i Ätran till att uppföra bl.a. stålverk, sågverk och verkstadsindustri.

### Fotnoter
1. ↑  Att arealuppgiften tagits från Beskrivning till ekonomiska kartan år 1926, har sin förklaring dels i dess noggranna redogörelse för de då rådande förhållandena, dels för att fastighetsregleringar under senare år så radikalt har ritat om fastighetskartorna att ibland både byanamn raderats ut och historiska församlingsgränser flyttats. 1926 års beskrivning speglar därför bäst den mantalssättning som rått sedan 1600-talets mitt och även det namnskick som (trots fastighetsregleringar) ännu råder på orten.
2. ↑  Ur Diplomatarium Danicum 3:5 nr 187; År 1358 sköter (överlåter) prästen herr Haller i Harplinge till sin frände frälsemannen Ebbe Piik all sin del i "Abstornæ" med allt tilliggande.
3. ↑  Ur Diplomatarium Danicum 3:6 nr 09; Ebbe Piik pantsätter den 8/9 1362 sitt gods "in parochia Könge sita", d.v.s. en gård benämnd "Axtorne" till frälsemannen Peter Knoppe. . . Vidare ur Lunds Stifts Landebok 1569 där det notar att till kyrkan Jens Stensson "y Axtorn(n)" årligen erlägger landgille av en äng (3 skilling) och att Matz Skreddare "y Axtornn" årligen ger landgille av en kyrkans åker (4 skilling. Hans Skreddare "y Axtornn" ger årligen landgille till kyrkan av en jord (18 mark smör). . . Ur Warbergs län jordebok 1592; "Skatte guodtz . . . Semme guodtz . . . Jenns Steenssenn ÿ Axtornn . . . Kronne guodtz . . . Torbiörnn Nielssenn ÿ Axtornn, Oluff Anderssenn ibm . . ." (Frälse- och kyrkohemman verkar vara uteslutna). . . Ur Ekstraskattemandtaller 1638; "Skattegaarde . . . Heele Stedegaarde. . . Biörnn Larusen i Axtrona, Eschild Olsenn ibm, Anders Pedersen, Suend Laursenn, Suend Nielsenn, Henning Bentzenn, Niels Pedersenn . . . Laurs Pedersen i Axtron, Eschild Biörnsenn ibm . . . Halffue Stedegaarde . . . Inndister . . . Suend Andersenn i Axtronn, Laurs Laursenn ibm, Joenn Grogosenn, Suend Andersenn, Jenns Pedersenn . . . Suend Börresenn i Axtronn". . . Ur Jordeboken 1646; "Axtorn(n)" ett helt sämjehemman, tre hela kronohemman samt två hela och ett halvt frälsehemman.